# Малдивска рупия
Малдивската рупия (на дивехи: ދިވެހި ރުފިޔާ) е официалната валута на Малдивите. Дели се на 100 лаари. Издава се от Паричния орган на Малдивите. В обращение са банкноти от 5, 10, 20, 50, 100, 500, 1000 рупии, както и монети от 1, 2, 5, 10, 25, 50 лаари и 1 и 2 рупии. Средната стойност на обменния курс е 12,85 рупии за щатски долар и процентът се допуска да варира в рамките на ± 20%, т.е. между 10,28 и 15,42 рупии към 10 април 2011 г.